# Cryptogramma gorovoii
Cryptogramma gorovoii är en kantbräkenväxtart som beskrevs av Vaganov och Shmakov. Cryptogramma gorovoii ingår i släktet Cryptogramma och familjen Pteridaceae. Inga underarter finns listade.